# Symphonie no 47 de Joseph Haydn
« Le Palindrome »
La symphonie no 47 en sol majeur, (cataloguée Hob. I:47) est une symphonie du compositeur autrichien Joseph Haydn, écrite en 1772. La symphonie est sous-titrée « le palindrome » ou « al roverso ». En effet les dix premières mesures du Menuet al roverso (première reprise) sont exactement les symétriques des dix dernières (seconde reprise). Petit jeu auquel s'exercèrent par exemple Jean-Sébastien Bach pour son Offrande musicale, et Mozart, à qui on attribue la Musique de table pour deux violons.

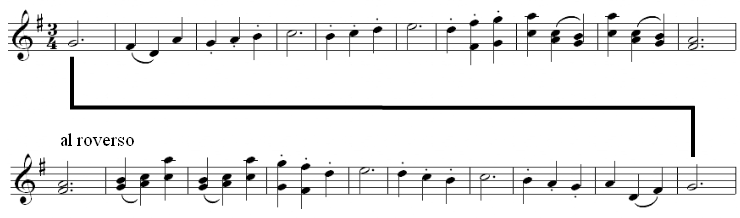
Menuet al roverso

## Analyse de l'œuvre
La symphonie comporte quatre mouvements:
1. Allegro, en sol majeur, à , 159 mesures
2. Un poco adagio, cantabile, en ré majeur, à 
, 178 mesures
3. Minuetto al roverso et Trio, en sol majeur, à
4. Presto assai, en sol majeur, à , 283 mesures

Menuet al roverso :

## Instrumentation
- Deux hautbois, un basson, deux cors (en si et en ré), cordes.